# 2,4-Dinitrofenol
2,4-Dinitrofenol je toksična boja. Ona je hemijski srodna sa trinitrofenolom (pikrinskom kiselinom). Ova boja se koristi u biohemijskim studijama oksidativnih procesa, gde razlaže produkte oksidativne fosforilacije. Ona se takođe koristi kao metabolički stimulans.

## Spoljašnje veze
|  | Molimo Vas, obratite pažnju na važno upozorenje u vezi sa temama iz oblasti medicine (zdravlja). |